# Uadi

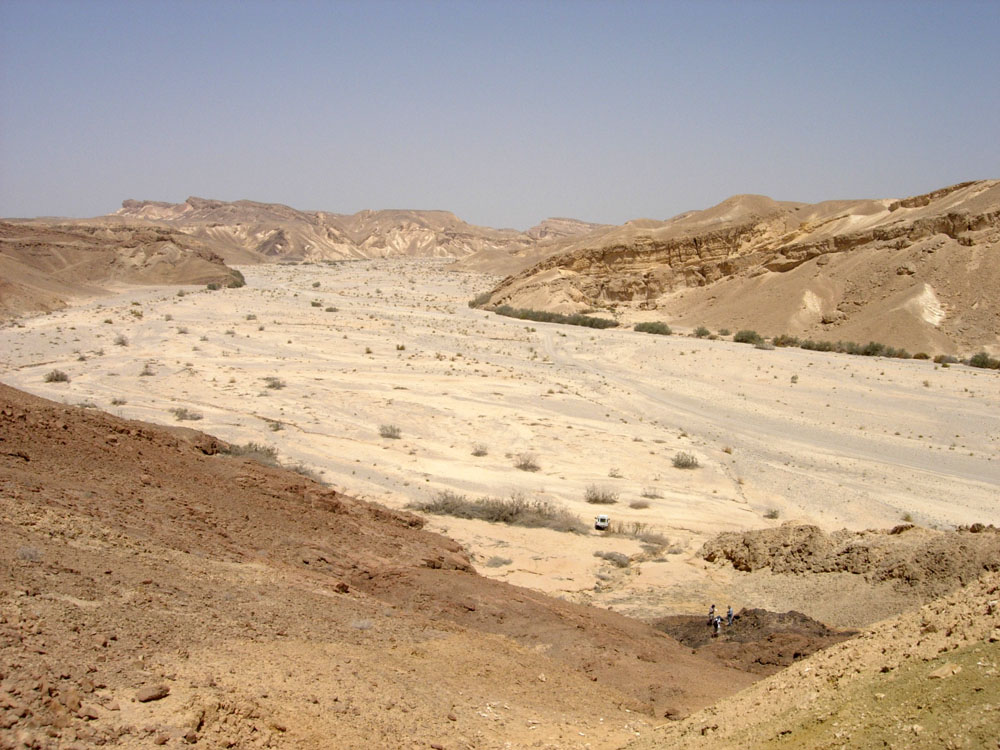
Uadi en Nachal Paran, en el desierto de Néguev (Israel).

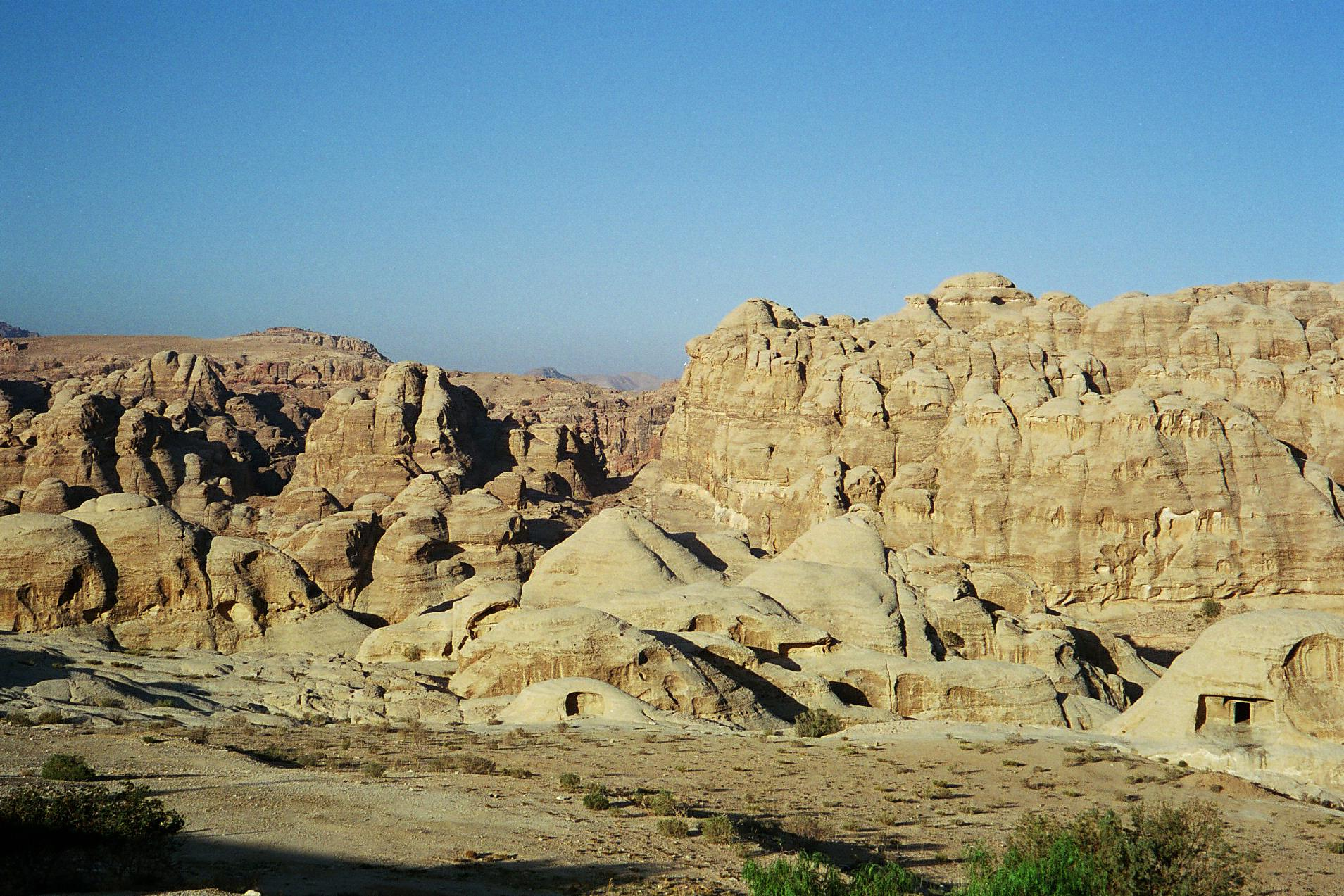
Wādi Musa (Jordania).

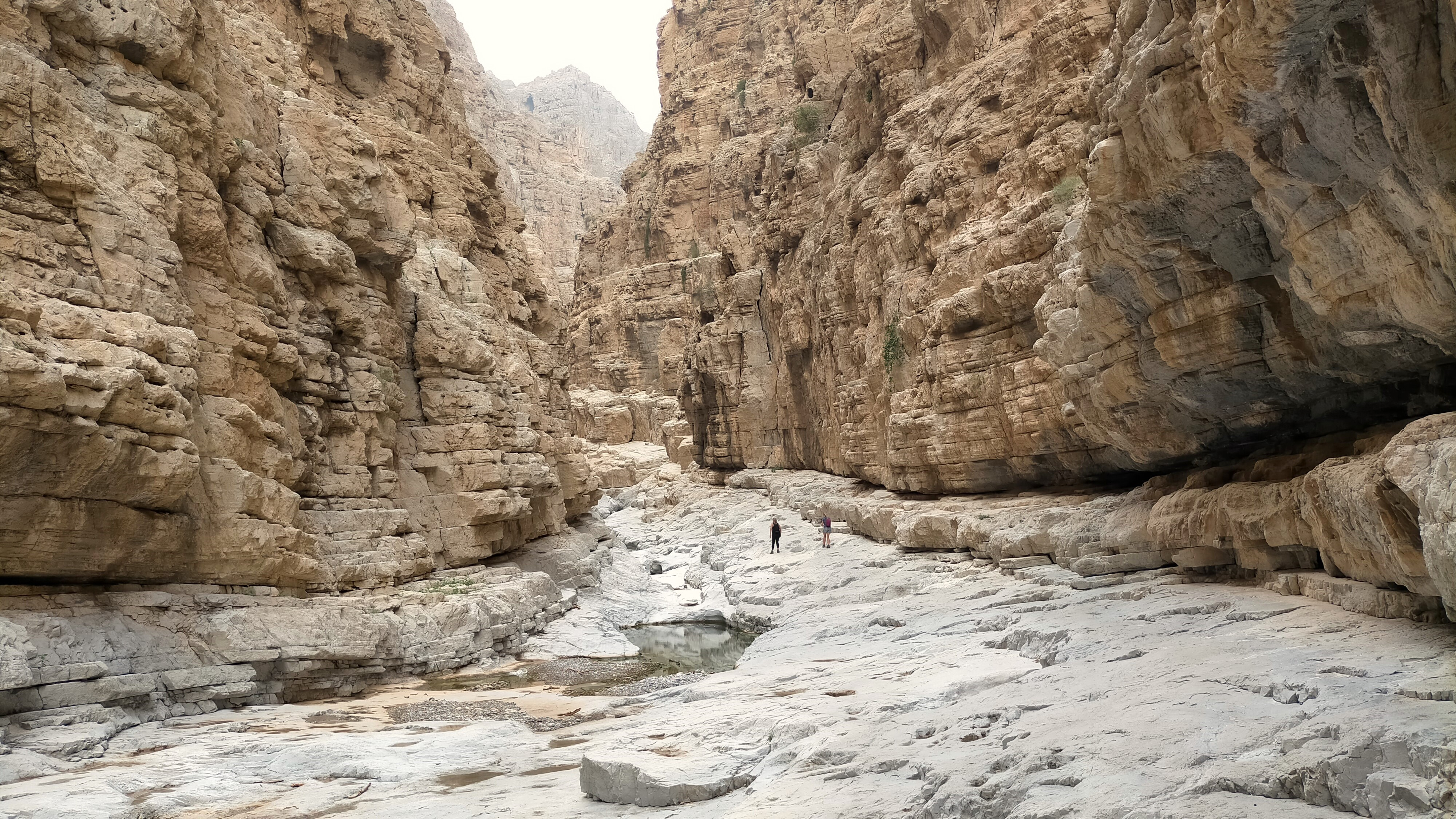
Wadi Naqab, Ras al Jaima (Emiratos Árabes Unidos).

Un uadi o wadi (del árabe clásico وادي, wādi, pl. ’āwdiya), wad o ued (en francés, oued), es un término árabe para referirse a un valle o río seco que se encuentran generalmente en zonas desérticas o semidesérticas, con pendientes suaves y casi planas, por el cual solo discurre agua en la temporada de lluvias. 
Así pues, un uadi equivale a lo que en España se conoce como rambla y en Argentina cañada o zanjón, pero por extensión, en los países árabes también se aplica esa misma denominación a los barrancos y torrentes de montaña que ya en el fondo del valle forman el curso principal. En árabe moderno, wad (واد) significa «valle».

## Etimología
Wādi proviene de la raíz trilítera و د ي (W-D-Y), relacionada con «sacar» «asomar» o «proyectar de repente», en referencia a sus aguas. En árabe el término más común para referirse a un río estacional es, sin embargo, shuʿaib (شعيب), ya que wād (واد) ha pasado a significar «valle» en general. Ambos términos se pueden usar indistintamente.

### Guad-yOdi-en la península ibérica
En España, el nombre de muchos ríos tienen la  guad-, especialmente en el sur peninsular (Guadalfeo, Guadalhorce, Guadalquivir, Guadarrama, Guadiana y Guadarranque, entre otros); recibieron este nombre durante la dominación árabe, y proviene de la raíz árabe común wādi «valle» o «cauce».
En Portugal, se configuró como ode- u odi- y es un prefijo común en muchos hidrónimos del sur del país: Odeleite, Odivelas, Odiana, Odemira, Odivarga, Odiáxere, etcétera. Se ha especulado mucho acerca de la etimología del río Odiel, en la provincia de Huelva; Miguel Asín Palacios y arabistas posteriores han defendido que proviene de wad-, sin embargo la evidencia demostró que proviene del latín Urium, como era conocido en la época romana.

### Otros idiomas
En hebreo y maltés, ambos idiomas semíticos, es conocido como wadi (ואדי) y wied, respectivamente. En cambio, en las lenguas amazigas se denomina asif o ighzer. 
En el egipcio antiguo equivalía al término ar (jeroglífico: 𓇋𓂋𓈗), o bien, iar, iaur-t, iteru, atur, atr o atru. En el actual idioma copto, dependiendo del dialecto, se puede oír ⲉⲓⲟⲟⲣ (eioor), ⲫⲓⲁⲣⲟ (piaro en dialecto sahídico, phiaro en bohaírico), ⲉⲓⲉⲣⲟ (eiero), ⲓⲁⲣⲟ (iaro), ⲓⲉⲣⲟ (iero), ⲓⲉⲣⲁ (iera) o ⲓⲟⲣ (ior), todos los cuales provienen del egipcio antiguo.
En las montañas de Tibesti, en Chad, el wadi se llama enneri.

## Características
Los cauces secos o estacionales de ríos, arroyos y torrentes son típicos de todas las regiones cálidas y semiáridas o desérticas del mundo. Hay numerosos ’āwdiya en la península arábiga, el Levante mediterráneo y en el norte de África. Estos cauces pueden tener hasta más de cien metros de anchura; generalmente, solo encauzan agua durante breves temporadas lluviosas —de horas, días o a lo sumo semanas de duración— que pueden ser de periodicidad anual o esporádicas e impredecibles, tanto en la época del año en que ocurren como en la pluviosidad.
En estas regiones, la escasa vegetación es xérica, espinosa, de lento crecimiento y está limitada al entorno de los ’āwdiya. Si en el subsuelo o en la superficie de estos se almacena el agua, la vegetación puede tener un carácter más exuberante y originar un tipo de oasis, aunque la vegetación natural en estos, normalmente, es reemplazada por especies domésticas como: palma datilera, árboles frutales, hortalizas y hierbas forrajeras, a veces, plantadas por quienes habitan y usufructúan el oasis.